# Eustache III van Croÿ

Wapen Croÿ-Roeulx

Eustache III van Croÿ ook bekend als Eustache de Croÿ-Roeulx (1609 – 9 september 1653) hertog van Croÿ, 6e graaf van Roeulx, baron van Beaurain, heer van Rosnée, Houdain, Warnecq en Diéval en gouverneur van Lille en Doornik uit het Huis Croÿ.
Van 1646 tot 1653 was hij  ridder in de Orde van het Gulden Vlies. Hij was de zoon van Claude de Croÿ-Roeulx (ca. 1569 - 1636) 5e graaf van Roeulx en heer van Creseques, Clarques en Rebecques en Wich en stadhouder van Doornik en Anne d' Estourmel (ca. 1570 - ca. 1630) vrouwe van Guinegate.
Croÿ trouwde op 27 september 1632 met Theodora Geertruida Maria van Kettler erfvrouwe van Lage in 1643 (1613-1682). Zij was een dochter van Willem Kettler tot Lage (1575-1627) en Elisabeth van Bronckhorst-Batenburg (1579-1639). Uit zijn huwelijk zijn de volgende kinderen geboren:
- Ferdinand Gaston Lamoral de Croÿ hertog van Croÿ en graaf van Roeulx (1640-1720). Van 1687 tot 1720 was hij Ridder in de Orde van het Gulden Vlies. Hij trouwde op 20 mei 1669 met Maria Anna Antoinette van Glymes (1650 - 30 augustus 1714). Zij was een dochter van Eugene van Glymes graaf van Grimbergen en baron van Arquennes (1620-1670) en Florentine Margaretha van Renesse van Elderen gravin van Warfusée (1620-1665). Uit zijn huwelijk is geboren:
  - Philips Frans van Croÿ hertog van Croÿ en graaf van Roeulx (1680-1713). Hij trouwde (1) in 1705 met Anna Margaretha Eugenie (Anna Margaretha) van La Tramerie markgravin van Forest (1685-1706). Hij trouwde (2) in 1708 met Louise Francesca van Hamale (1690-1720). Uit het eerste huwelijk is 1 kind geboren en zo ook uit het tweede huwelijk:
    - Anna Maria Louise Josepha Charlotte (Anna Maria) van Croÿ (1706-1792)
    - Ferdinand Gaston Joseph Alexander van Croy hertog van Croÿ en graaf van Roeulx (1709-1767)
- Philips Frans Albert de Croÿ hertog van Croÿ en markgraaf van Warneck (1645-1710). Hij trouwde in 1675 met Claudine Francesca van la Pierre du Fay vrouwe van Malderen (1660-1710). Zij was een dochter van Jacob Ferdinand van La Pierre baron van Fay en heer van Bousies en Haybes (1637-1677) en Maria Therese Deschamps De Kesselers vrouwe van Lippeloo (1640-1700).
- Catherine Françoise van Croÿ (gedoopt Sint-Maartenskerk, Rijsel 6 mei 1652 - Frankfurt am Main, 20 mei 1686 o.s.). Zij trouwde op 16/26 juni 1678 in Mechelen met vorst Walraad van Nassau-Usingen.

## Voorouders
| Voorouders van Eustarche III van Croÿ | Voorouders van Eustarche III van Croÿ                                             | Voorouders van Eustarche III van Croÿ                                             | Voorouders van Eustarche III van Croÿ                                             | Voorouders van Eustarche III van Croÿ                                             | Voorouders van Eustarche III van Croÿ                                             | Voorouders van Eustarche III van Croÿ                                             | Voorouders van Eustarche III van Croÿ                                             | Voorouders van Eustarche III van Croÿ                                             |
| ------------------------------------- | --------------------------------------------------------------------------------- | --------------------------------------------------------------------------------- | --------------------------------------------------------------------------------- | --------------------------------------------------------------------------------- | --------------------------------------------------------------------------------- | --------------------------------------------------------------------------------- | --------------------------------------------------------------------------------- | --------------------------------------------------------------------------------- |
| Overgrootouders                       | Jean III van Cresecques de Croÿ (-) ∞ Elenore de Thiennes (-1556)                 | Jean III van Cresecques de Croÿ (-) ∞ Elenore de Thiennes (-1556)                 | ? (-) ∞ ? (-)                                                                     | ? (-) ∞ ? (-)                                                                     | ? (-) ∞ ? (-)                                                                     | ? (-) ∞ ? (-)                                                                     | ? (-) ∞ ? (-)                                                                     | ? (-) ∞ ? (-)                                                                     |
| Grootouders                           | Eustache van Cresecques de Croÿ (1510-1609) ∞ Louise d'Ongnies (-1566)            | Eustache van Cresecques de Croÿ (1510-1609) ∞ Louise d'Ongnies (-1566)            | Eustache van Cresecques de Croÿ (1510-1609) ∞ Louise d'Ongnies (-1566)            | Eustache van Cresecques de Croÿ (1510-1609) ∞ Louise d'Ongnies (-1566)            | ? (-) ∞ ? (-)                                                                     | ? (-) ∞ ? (-)                                                                     | ? (-) ∞ ? (-)                                                                     | ? (-) ∞ ? (-)                                                                     |
| Ouders                                | Claude de Croÿ-Roeulx (ca. 1569 - 1636) ∞ Anne d' Estourmel (ca. 1570 - ca. 1630) | Claude de Croÿ-Roeulx (ca. 1569 - 1636) ∞ Anne d' Estourmel (ca. 1570 - ca. 1630) | Claude de Croÿ-Roeulx (ca. 1569 - 1636) ∞ Anne d' Estourmel (ca. 1570 - ca. 1630) | Claude de Croÿ-Roeulx (ca. 1569 - 1636) ∞ Anne d' Estourmel (ca. 1570 - ca. 1630) | Claude de Croÿ-Roeulx (ca. 1569 - 1636) ∞ Anne d' Estourmel (ca. 1570 - ca. 1630) | Claude de Croÿ-Roeulx (ca. 1569 - 1636) ∞ Anne d' Estourmel (ca. 1570 - ca. 1630) | Claude de Croÿ-Roeulx (ca. 1569 - 1636) ∞ Anne d' Estourmel (ca. 1570 - ca. 1630) | Claude de Croÿ-Roeulx (ca. 1569 - 1636) ∞ Anne d' Estourmel (ca. 1570 - ca. 1630) |
| Eustache III van Croÿ (1455-1527)     |                                                                                   |                                                                                   |                                                                                   |                                                                                   |                                                                                   |                                                                                   |                                                                                   |                                                                                   |

## Afbeeldingen

Wapen Kettler
Wapen van Bronckhorst
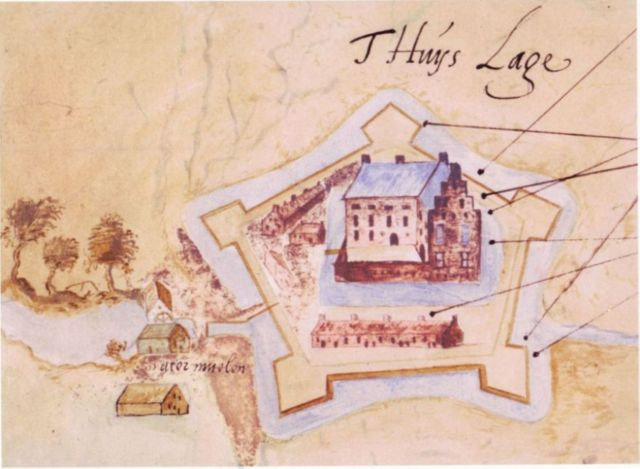
't Huys Lage (1626)
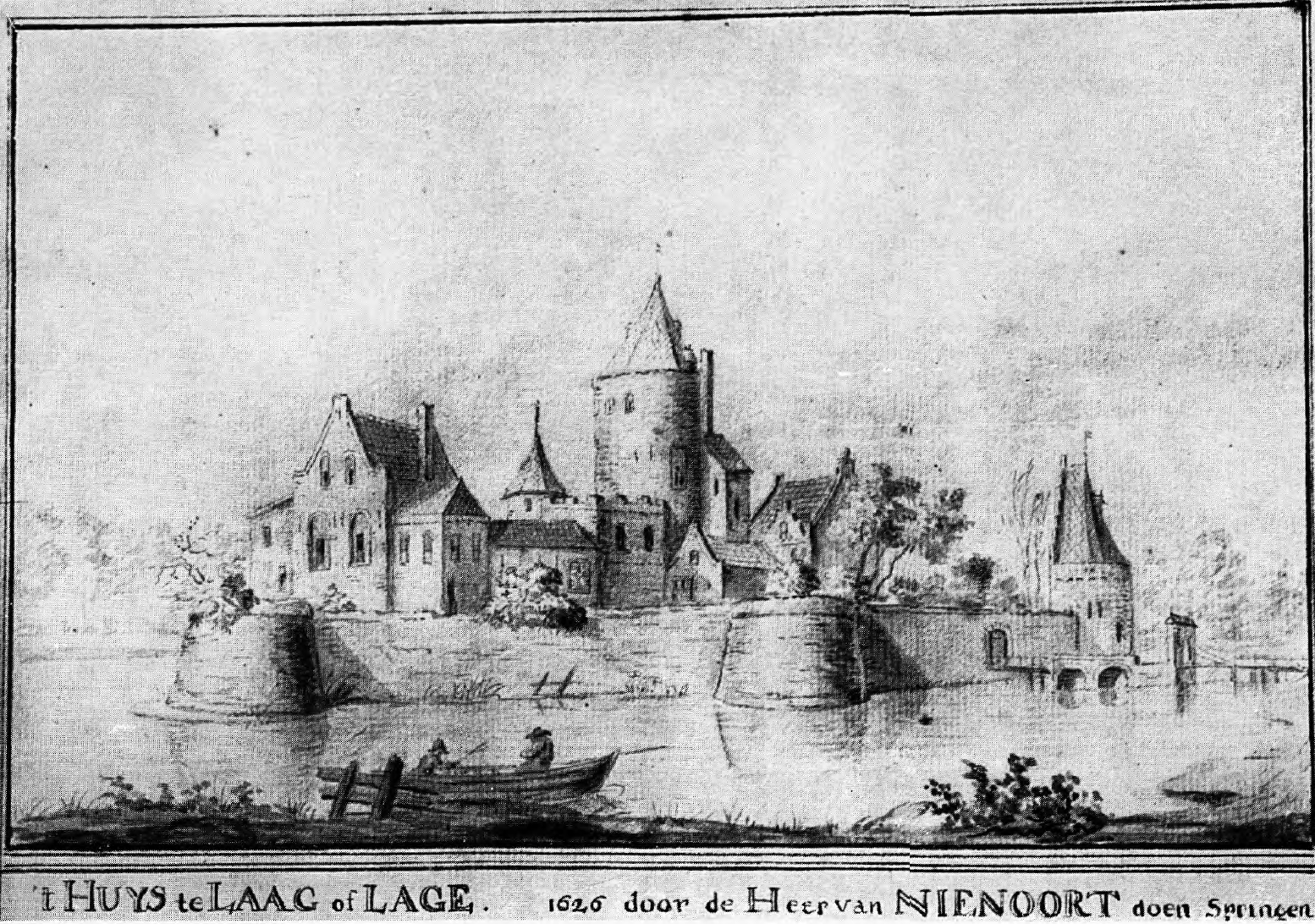
Tekening van Huis te Laag of Lage
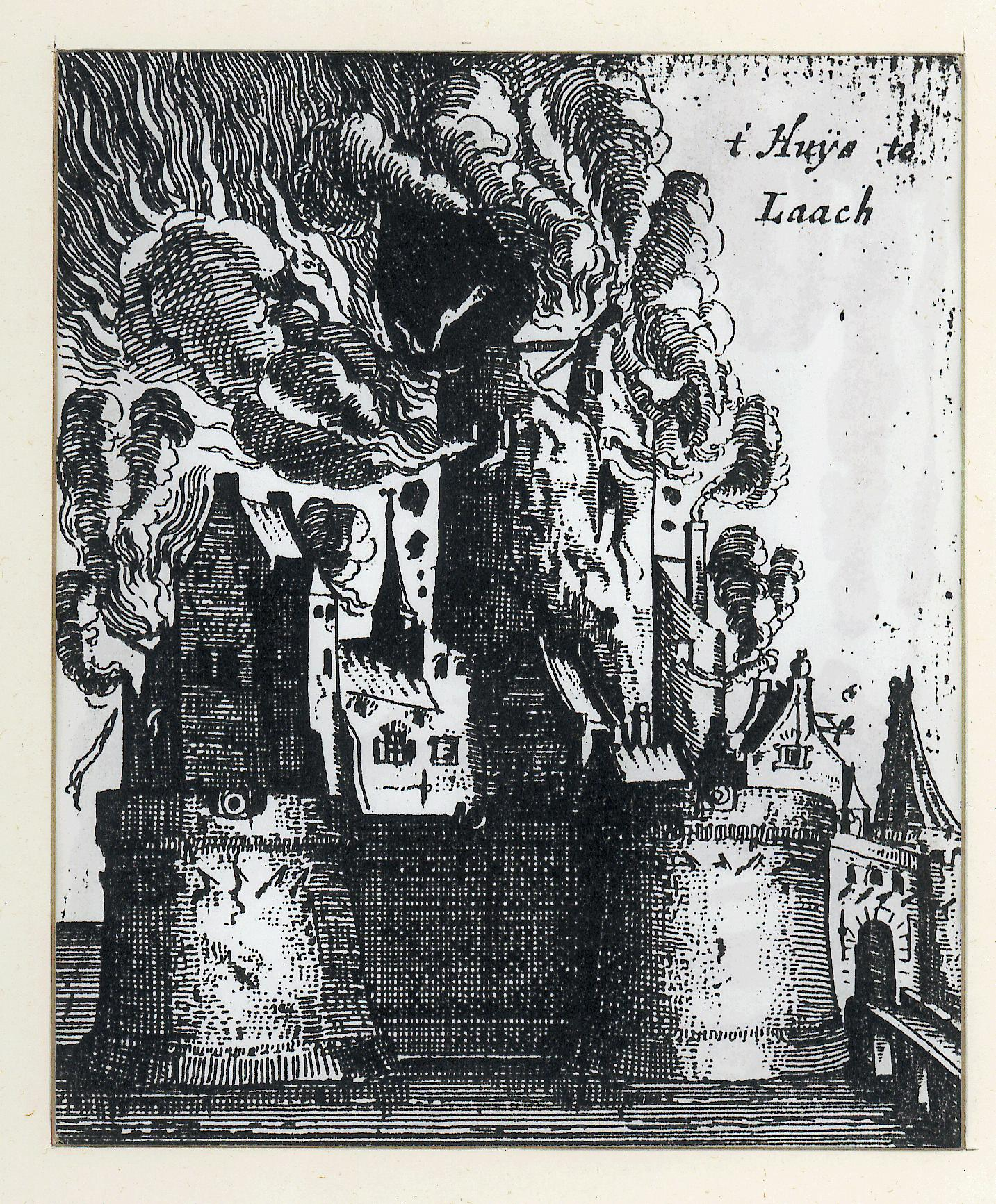
Verwoesting van de burcht Lage